# Strömsborg

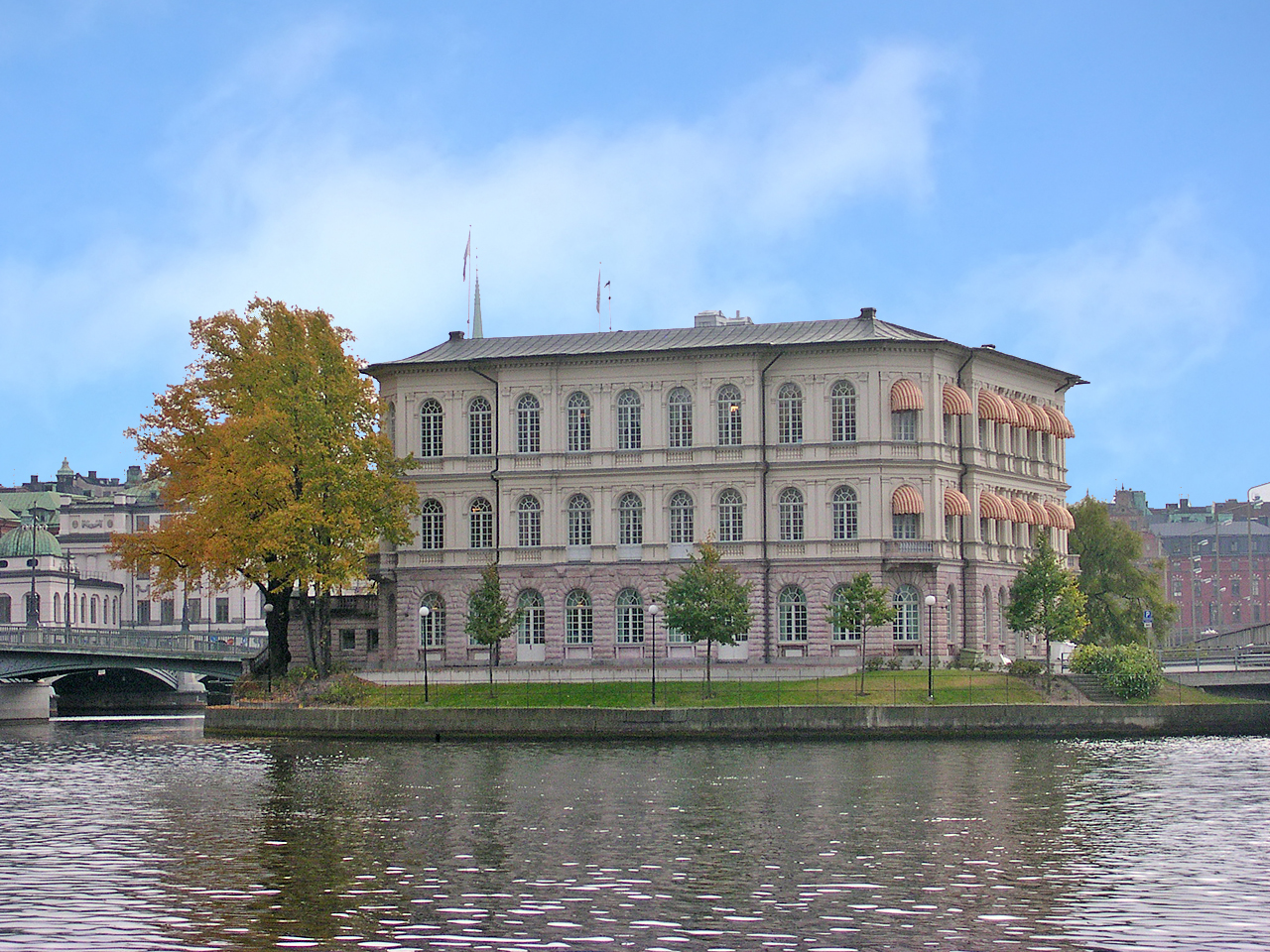
Strömsborg.

Strömsborg egy kis sziget Norrström-ben Centralbron és Vasabron között Stockholmban.
Régi neve Stenskär volt. Az 1740-es években Berge Olofson kereskedőnek a háza állt ezen a szigeten. 1934 után a sziget a Gamla Stan egy része lett. 1935-ig egy híres fürdőhely volt a szigeten: Strömbadet, valamint szép számban akadtak vendégfogadók is.